# Focke-Wulf A 17/29/38
El Focke-Wulf A 17 Möwe (en alemán: Gaviota) fue un avión comercial diseñado y producido por el fabricante aeronáutico alemán Focke-Wulf Flugzeugbau AG . Gracias a la positiva experiencia obtenida con el pequeño avión de pasajeros aparecido en 1924 Focke-Wulf A 16, la firma, también vio buenas oportunidades de venta para un avión de mayor tamaño donde un coste de producción mínimo, una alta capacidad de carga y los bajos costes de adquisición fueron la prioridad.

## Historia

### Desarrollo y diseño
El proyecto que produciría el A 17 fue una iniciativa novedosa para el fabricante aeronáutico alemán Focke-Wulf, al ser el primer avión comercial de gran tamaño de la compañía. Sin embargo, el equipo de diseño se apegó a varios principios establecidos para el proyecto, en concreto la búsqueda de bajos costes de fabricación y una capacidad de carga relativamente generosa. El avión resultante sería económico y estaría disponible para su compra en 1927 a un precio competitivo. Se creía que el eficiente modelo resultante de esta combinación convertiría al A 17 en una opción atractiva para los potenciales operadores.
El A 17 era esencialmente un A 16 agrandado y mejorado; era un monoplano de ala alta en voladizo con un fuselaje cuya estructura estaba construida en tubo de acero soldado, revestido de contrachapado en la sección de la cabina y en lona impermeabilizada en el resto. Las alas, sin embargo, estaban cubiertas con madera contrachapada. El borde de ataque del ala contenía una serie de cables de goma que amortiguaban los impactos del tren de aterrizaje; los dos pares de puntales de tubos de acero del tren de aterrizaje estaban reforzados por puntales verticales conectados al ala.  Las partes exteriores de las alas tenían la llamada, conocida generalmente como "forma Zanonia" o de la semilla de la Alsomitra macrocarpa típica de los primeros diseños de Focke-Wulf para mejorar la estabilidad lateral. Los tanques situados en las alas aseguraban un tiempo máximo de vuelo de unas cuatro horas.
Inicialmente, el prototipo estuvo propulsado por un motor radial sin carenar Gnome et Rhône Jupiter 9Ab de 420 hp (313.2 kW). El motor se podía desmontar fácilmente para su mantenimiento o sustitución simplemente aflojando los cuatro pernos que sujetaban el soporte del motor a los cuatro largueros principales. Las medidas de seguridad incluían un cortafuegos y un extintor accionado a distancia desde la cabina.
Tenía una cabina de vuelo cerrada, protegida por un parabrisas y relativamente espaciosa, diseñada para acomodar a dos pilotos cuyo acceso se realizaba a través de una puerta en la pared delantera de la cabina de pasaje, en la que los pilotos tenían buena visibilidad, tanto frontal como lateral. Estaba equipada con controles de vuelo duales de serie, aunque el piloto comandante podía desconectarlos si lo deseaba. Tanto el elevador como los alerones se operaban mediante volantes, mientras que el timón se controlaba mediante una barra de timón. El estabilizador podía ajustarse en pleno vuelo para compensar cualquier cambio en el centro de gravedad mediante un volante en el costado izquierdo de la cabina que estaba provista de la instrumentación típica de la época; También contaba con un sistema de arranque accionado desde la cabina por aire comprimido que se utilizaba para el encendido del motor.
La cabina de pasajeros, cuyo acceso era relativamente fácil desde el nivel del suelo estaba elegantemente amueblada para la época. En una configuración típica, la cabina de pasaje albergaba ocho cómodos asientos con cuatro grandes ventanillas que podían abatirse y permitían a los pasajeros una vista despejada; al final, en la parte trasera se instaló un W.C. Bajo ella, se encontraba una bodega de equipaje, y delante de esta bodega, había un espacio destinado al almacenamiento del correo aéreo.

## Historial operativo
El programa de vuelos de prueba se llevó a cabo en el Deutsche Versuchsanstalt für Luftfahrt (Instituto Alemán de Investigación para la Aviación) DVL en el antiguo aeródromo de Johannisthal-Adlershof. El prototipo entró en servicio con la aerolínea Norddeutsche Luftverkehrs AG a la que le fue entregado en 1928, realizando un servicio turístico a localidades del Mar del Norte.
En ese mismo año, 1928, Deutsche Luft Hansa (DHL) adquirió diez de los once ejemplares de serie, que entraron en servicio ese mismo año y recibieron el nombre de ciudades del noroeste de Alemania (Emden, Osnabrück, Münster, etc.). Estos aviones tenían aumentada la superficie del timón de dirección y algunos fueron propulsados por motores radiales Siemens Jupiter de 480 hp, lo que condujo a la designación A 17a siendo operados en las rutas Colonia - Berlín y Colonia - Núremberg. En 1929, Luft Hansa también utilizó este tipo en las rutas internacionales Berlín-Zúrich y Berlín-París y en agosto de 1929 había cubierto más de un millón de kilómetros de vuelo. En los primeros dos años y medio de su operación, los aviones A 17 y A 17a gestionaron aproximadamente el 12% del total del tráfico aéreo programado de Luft Hansa. 
En 1932, un A 17a fue reconvertido en el llamado Kinder-Möwe y utilizado para vuelos turísticos, que se ofrecían por 2,50 marcos alemanes. No fue hasta 1936 cuando los dos últimos A 17a de Deutsche Luft Hansa (D-UNIK Münster y D-UTOS Hannover) fueron desguazados.

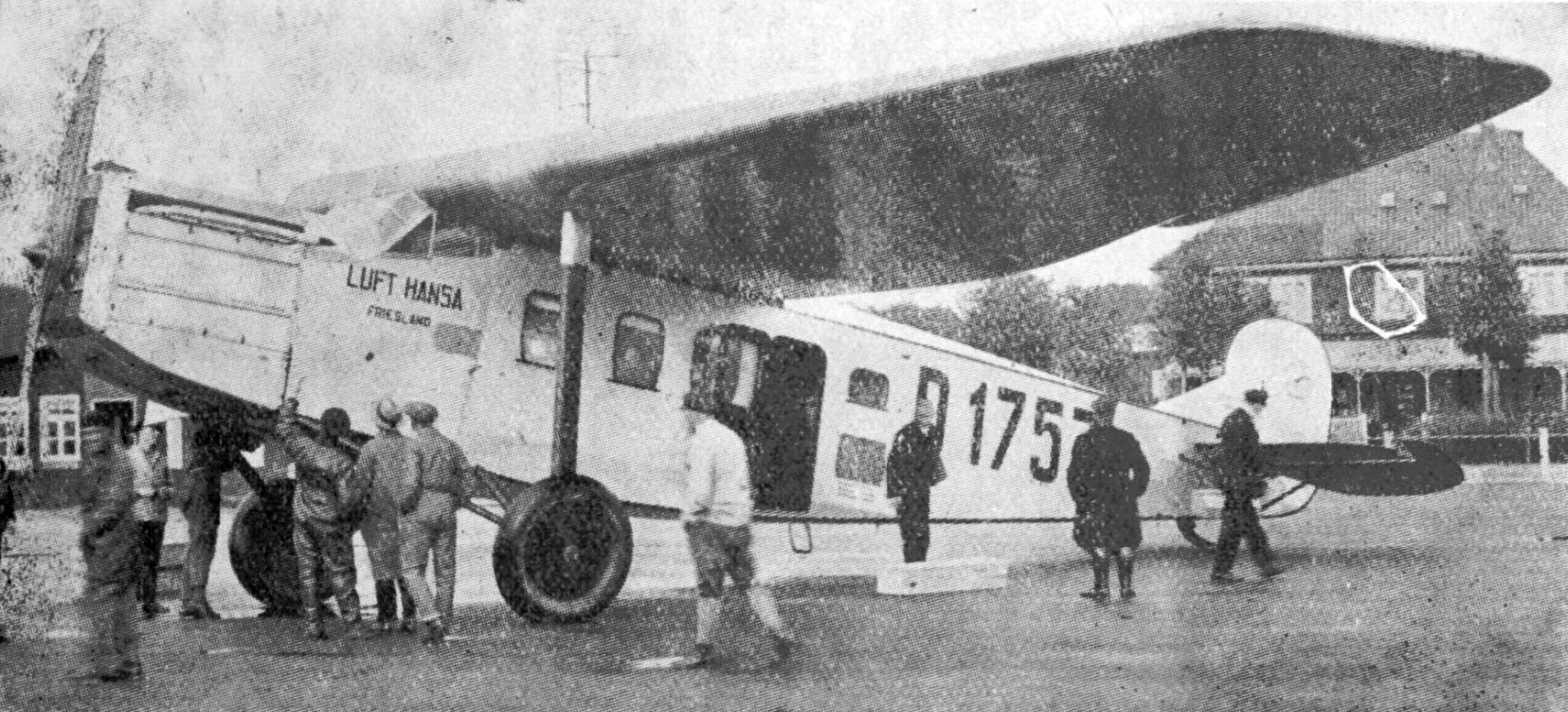
Focke-Wulf A 29 D-1757 Friesland en L'Air. Diciembre 1929

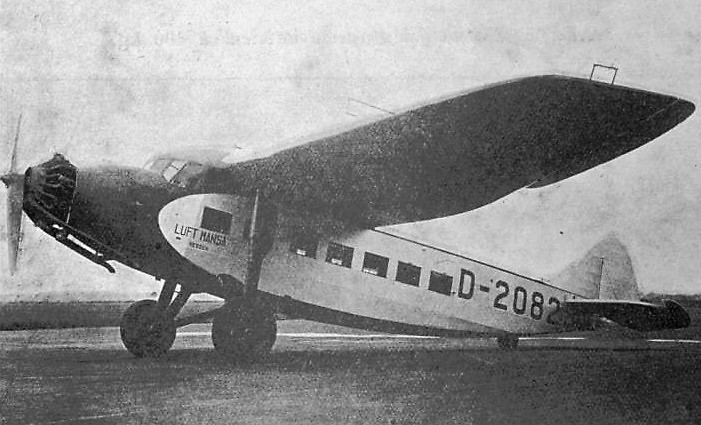
Focke Wulf A 38 D-2082 Hessen. Annuaire de L'Aéronautique 1931

## Variantes
- Datos:[5]

- Focke-Wulf A 17c - Un ejemplar de serie propulsado por un motor diésel Junkers Jumo 5 de 520 hp
- Focke-Wulf A 21 Photomöwe  - Un ejemplar destinado a levantamientos cartográficos, con una gran abertura en un costado del fuselaje para la cámara fotogramétrica; propulsado por un motor lineal BMW VI.
- Focke-Wulf A 26 - Un A 17a tras ser convertido para su empleo como bancada volante de pruebas para motores de aviación por el Deutsche Versuchsanstalt für Luftfahrt (DVL) en Berlín-Adlershof.
- Focke-Wulf A 29 - En 1929 la firma introdujo una versión más potente de A 17 propulsada por un BMW VI de 650 hp. Las diferencias externas con el A 17 se limitaban al motor, el radiador delantero, el estabilizador horizontal y el acristalamiento modificado de la cabina. Cuatro ejemplares fueron servidos a Deutsche Luft Hansa para cubrir los trayectos de Berlín a Berna, París, Königsberg y Marienbad; un quinto aparato fue entregado a la Deutsche Verkehrsfliegerschule y empleado como entrenador de pilotos.
- Focke-Wulf A 38 - Cuatro ejemplares construidos en 1931 para Deutsche Luft Hansa; se trataba de la planta alar del A 29 instalada en un nuevo fuselaje y que acomodaba diez pasajeros, dos pilotos y un operador de radio; entre la cabina para la tripulación y la de pasaje se instaló un compartimento de carga. También hubo una versión solo de carga, en la que incluso las raíces de las alas se incluyeron como espacios de carga auxiliares. El nuevo tren de aterrizaje estaba reforzado y el patín de cola de las versiones anteriores fue sustituido por una rueda. El motor original era un Siemens-Halske Jupiter (licencia Bristol-Cosmos) de 400 hp.
- Focke-Wulf A 38b - Denominación dada a los cuatro ejemplares de A 38 remotorizados con el radial Siemens-Halske Sh.20a de 500 hp. El A 38 voló en las rutas de Luft Hansa desde 1931 hasta 1933.

## Especificaciones técnicas

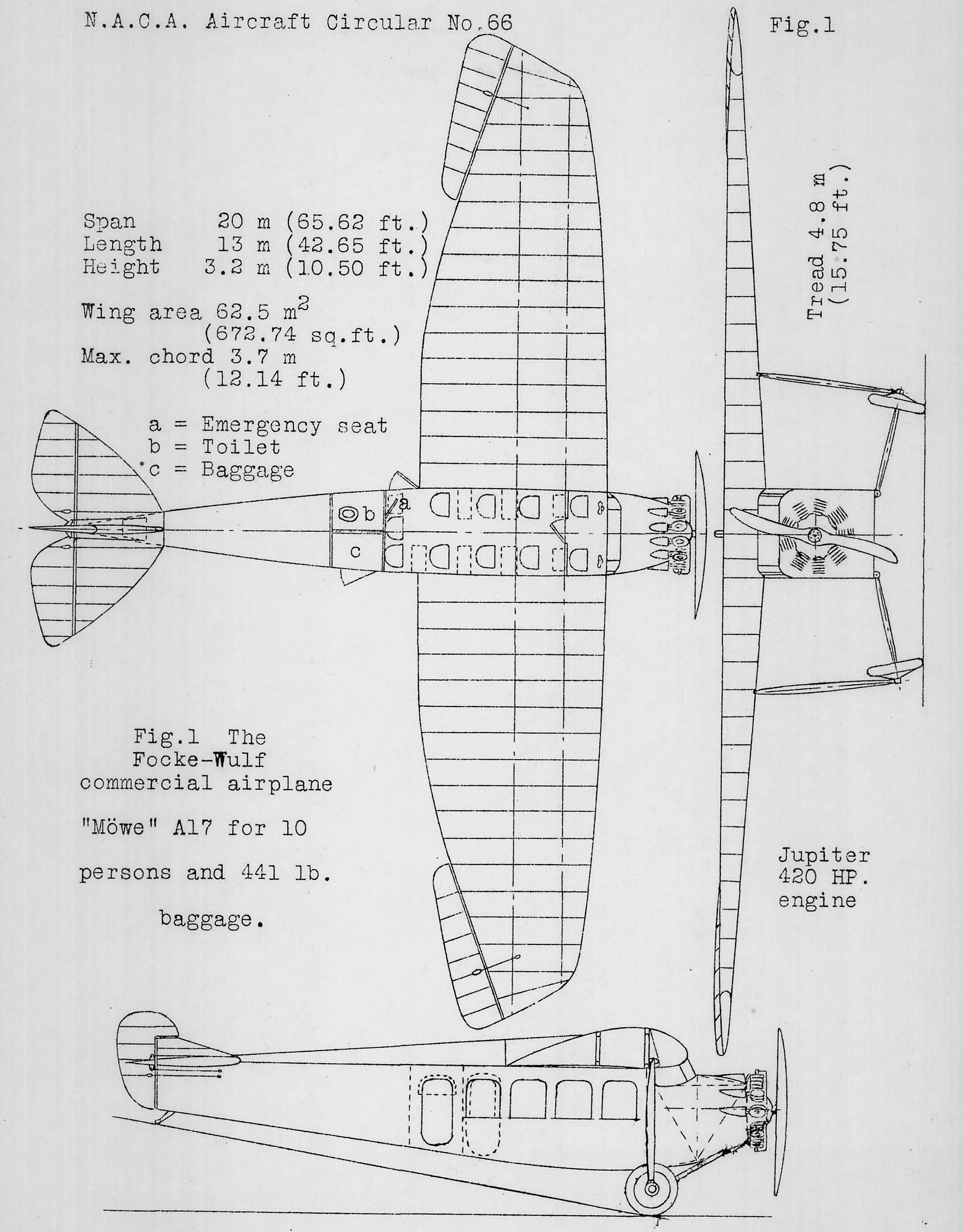
Focke-Wulf A 17 en NACA Aircraft Circular No.66

| Parámetro               | A 17                                                 | A 17a                                                | A 29        | A 38                  |
| ----------------------- | ---------------------------------------------------- | ---------------------------------------------------- | ----------- | --------------------- |
| Tripulación             | 1–2                                                  | 2                                                    | 2           | 3                     |
| Capacidad               | 8–9                                                  | 10                                                   | 8           | 10                    |
| Longitud                | 13,00 m                                              | 14,63 m                                              | 14,80 m     | 15,40 m               |
| Envergadura             | 20,00 m                                              | 20,00 m                                              | 20,00 m     | 20,00 m               |
| Altura                  | 3,20 m                                               | 4,32 m                                               | 4,00 m      | 5,30 m                |
| Superficie alar         | 62,50 m²                                             | 62,50 m²                                             | 62,50 m²    | 62,50 m²              |
| Carga alar max.         | 70,40 kg/m²                                          | 70,40 kg/m²                                          | 70,40 kg/m² | 70,40 kg/m²           |
| Peso vacío              |                                                      | 2450 kg                                              | 2850 kg     | 2200 kg               |
| Peso máximo             | 3625 kg                                              | 4000 kg                                              | 4500 kg     | 4400 kg               |
| Planta motriz           | Gnome et Rhône Jupiter 9Ab                           | Siemens-Halske Jupiter                               | BMW VI      | Siemens-Halske Sh.20a |
| Velocidad máxima        | 169 km/h                                             | 198 km/h                                             | 198 km/h    | 204 km/h              |
| Velocidad de crucero    |                                                      | 175 km/h                                             | 176 km/h    | 168 km/h              |
| Velocidad de aterrizaje |                                                      | 90 km/h                                              | 92 km/h     | 75 km/h               |
| Velocidad de ascenso    | 1,60 m/s                                             | 2,18 m/s                                             |             |                       |
| Régimen de ascenso      | 8,4 min a 1000 m 19,9 min a 2000 m 38,8 min a 3000 m | 6,6 min a 1000 m 14,7 min a 2000 m 25,3 min a 3000 m |             |                       |
| Techo servicio          | 4000 m                                               | 5000 m                                               | 4700 m      | 3500 m                |
| Autonomía               |                                                      | 800 km                                               | 800 km      | 750 km                |